# Ветла Марии
«Ветла Марии» — дерево в посёлке Утяжкино Сенгилеевского района Ульяновской области. С 2015 года — памятник природы. Ботанический вид — Ива белая. Высота — 25 м.

## История
Дерево растёт в посёлке Утяжкино на улице Лесная у дома № 9. Местные жители называют иву «Ветла Марии».
В 2015 году дереву был присвоен статус памятника живой природы, а в 2018 году специалисты определили его точный возраст — иве 174 года.
В 2021 году на конкурсе «Российское дерево года 2021» Ульяновская область представила живой памятник природы сенгилеевскую иву как кандидат на звание главного дерева страны на сайте Всероссийской программы «Деревья — памятники живой природы».
В 2022 году ива «Ветла Марии» участвовала в конкурсе за звание главного дерева России.

## Описание
Высота ивы — 25 м, обхват ствола у основания — 5 метров 20 сантиметров, диаметр ствола на высоте 1,3 м — 4,60 м. Дерево имеет огромное дупло, где раньше проживали белки, сейчас в нём висит иконка Божьей матери. Ива растёт в окружении нескольких берёз и развесистой черёмухи, у края небольшого Змеиного болота.